# Diplectrona tohokuensis
Diplectrona tohokuensis là một loài Trichoptera trong họ Hydropsychidae. Chúng phân bố ở miền Cổ bắc.